# NGC 4745
NGC 4745 (ook: NGC 4745A) is een lensvormig sterrenstelsel in het sterrenbeeld Hoofdhaar. Het hemelobject werd op 24 april 1865 ontdekt door de Duits-Deense astronoom Heinrich Louis d'Arrest.

## 31 Comae Berenicis
Vanaf de aarde gezien bevindt het stelsel NGC 4745 zich schijnbaar net ten zuidwesten van de ster 31 Comae Berenicis (Polaris Galacticum Borealis). Amateurastronomen kunnen 31 Com aanwenden als gidsster om met behulp van telescopen op zoek te gaan naar NGC 4745.

## Synoniemen
- MCG 5-30-105A
- ZWG 159.94
- PGC 43539